# Hombres y Héroes
Hombres y Héroes fue una serie de cómics publicada todos los miércoles en México a partir de 1987. Su temática era sobre personajes o sucesos históricos además de personajes ficticios o mitológicos. La primera serie duró de 1987 a 1995 alcanzando más de 400 números. Cuando Novedades Editores desapareció, la editora que le sucedió, NIESA, rescató la serie y publicó de nuevo varios de los temas, aunque la nueva versión tenía un número menor de páginas. Esta nueva serie comenzó en 1998.

## Primera Época
| #   | Título                                   | Fecha de publicación     |
| --- | ---------------------------------------- | ------------------------ |
| 1.  | El toro                                  | 26 de agosto de 1987     |
| 2.  | La guerra santa                          | 2 de septiembre de 1987  |
| 3.  | La toma de Guanajuato                    | 9 de septiembre de 1987  |
| 4.  | El reino del León                        | 16 de septiembre de 1987 |
| 5.  | Combate en camarón                       | 23 de septiembre de 1987 |
| 6.  | Cazadores de Cabezas                     | 30 de septiembre de 1987 |
| 7.  | La guerra de los Gladiadores             | 7 de octubre de 1987     |
| 8.  | Amigos hasta la muerte                   | 14 de octubre de 1987    |
| 9.  | Matar o morir                            | 21 de octubre de 1987    |
| 10. | Los cinco soles                          | 28 de octubre de 1987    |
| 11. | Josué, la espada de Israel               | 4 de noviembre de 1987   |
| 12. | Fusiles y guitarras                      | 11 de noviembre de 1987  |
| 13. | As de Ases                               | 18 de noviembre de 1987  |
| 14. | Victoria India                           | 25 de noviembre de 1987  |
| 15. | Roldán de Roncesvalles                   | 2 de diciembre de 1987   |
| 16. | La leyenda de Juan Diego Cuauhtlatoatzin | 9 de diciembre de 1987   |
| 17. | La Navidad del soldado                   | 16 de diciembre de 1987  |
| 18. | Alejandro Magno                          | 23 de diciembre de 1987  |
| 19. | La batalla de Estalingrado               | 30 de diciembre de 1987  |
| 20. | Guillermo Tell                           | 6 de enero de 1988       |
| 21. | Primero es la patria                     | 13 de enero de 1988      |
| 22. | Orellana y el amazonas                   | 20 de enero de 1988      |
| 23. | El enigmatico Casanova                   | 27 de enero de 1988      |
| 24. | Valdivia el soldado cureña               | 3 de febrero de 1988     |
| 25. | La leyenda de Billy the Kid              | 10 de febrero de 1988    |
| 26. | San Felipe de Jesús                      | 17 de febrero de 1988    |
| 27. | El tesoro maldito de los Hapsburgo       | 24 de febrero de 1988    |
| 28. | Nezahualcóyotl, el rey poeta             | 2 de marzo de 1988       |
| 29. | Los dioses del olimpo                    | 9 de marzo de 1988       |
| 30. | Misión imposible                         | 16 de marzo de 1988      |
| 31. | Camino a la libertad                     | 23 de marzo de 1988      |
| 32. | El Buda                                  | 30 de marzo de 1988      |

## Segunda Época
| #  | Título                     | Fecha de publicación  |
| -- | -------------------------- | --------------------- |
| 1. | La legión de los valientes | 5 de octubre de 1998  |
| 2. | El sitio de Siracusa       | 19 de octubre de 1998 |